# Estimata clavata
Estimata clavata là một loài bướm đêm trong họ Noctuidae.

## Hình ảnh

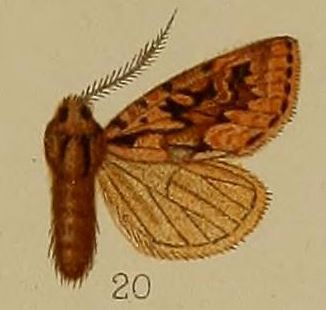